# 이승원 무신일기
이승원 무신일기(李升原 戊申日記)는 무신란 당시 대한민국 경상남도 거창군 지방에서 일어난 사건에 대한 기록이다. 2013년 10월 24일 경상남도 문화재자료 제568호로 지정되었다.
이 일기는 무신란 당시 거창 지방에서 일어난 하나의 사건, 즉 좌수 이술원이 반란군의 주모자 정희량 등에게 살해당한 뒤, 이술원의 6촌 이내의 인물 10여 인을 이술원의 형 이승원이 인솔하여 복수하는 과정을 기술해 둔 것으로, 매우 단편적이지만 거창 고을에서의 민심의 향방이나 반란의 경과를 비교적 자세하게 파악하게 한다는 점에서 당시 사회상을 알 수 있는 귀중한 자료이다.

## 같이 보기
- 이승원
- 무신정변

## 참고 자료
- 이승원 무신일기 - 국가유산청 국가유산포털